# Kyptoceratini

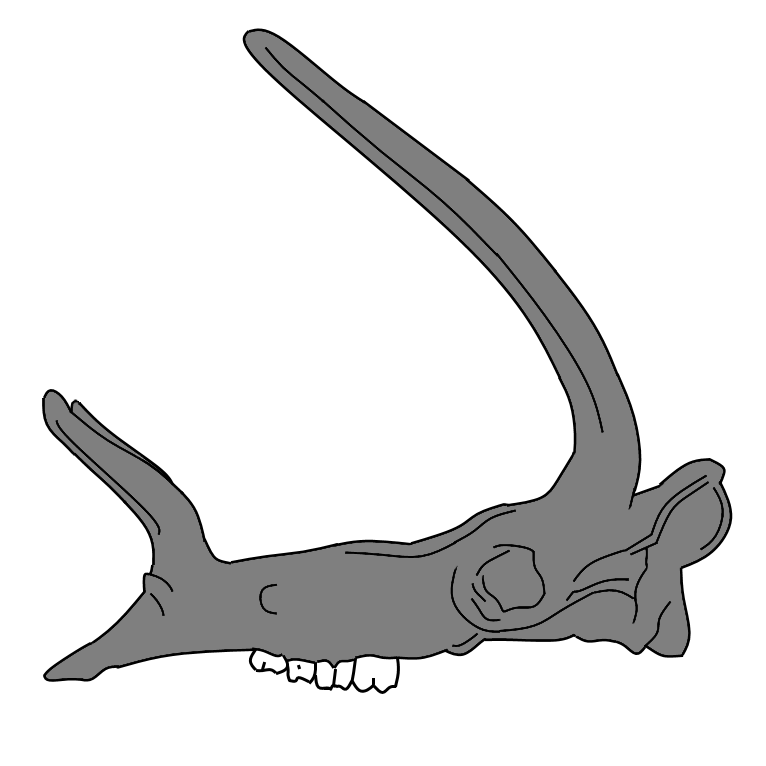

Kyptoceratini es una tribu extinta de la subfamilia Synthetoceratinae, mamíferos similares a los ciervos dentro de la familia Protoceratidae, perteneciendo al orden Artiodactyla, endémico a América del Norte durante el Mioceno a través del Plioceno, existiendo unos 19.43 millones de años.

## Taxonomía
Kyptoceratini es el taxón hermano de Synthetoceratini. Kyptoceratini fue nombrado por Webb (1981). Está asignado a Synthetoceratinae por Webb (1981), Prothero (1998), Prothero y Ludtke (2007).

## Miembros
- Kyptoceras
- Syndyoceras